# WWEヘル・イン・ア・セル
WWEヘル・イン・ア・セル(WWE Hell in a Cell)は、アメリカのプロレス団体WWEが主催する、プロレス興行の名称。ノー・マーシー(No Mercy)に替わる新たなPPVとして2009年に新設された。その名前の通り、各大会で必ずヘル・イン・ア・セル形式の試合が行われ、年によっては同形式の試合が3試合行われるケースもあった。 

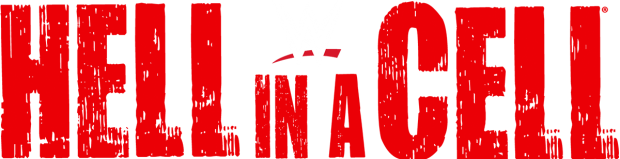

## 試合結果

### 第1回大会（2009年）WWE Hell in a Cell 2009
- 開催日 : 10月4日
- 開催場所 : ニュージャージー州ニューアークのプルデンシャル・センター
- 観客動員数 : 16,186人
- 公式大会曲 : Skillet - Monster
- ダーク・マッチ -Dark Match-

○マット・ハーディー vs マイク・ノックス●
- ヘル・イン・ア・セル形式世界ヘビー級王座戦 -Hell in a Cell Match for the World Heavyweight Championship-

●CMパンク(c) vs ジ・アンダーテイカー○
- インターコンチネンタル王座戦 -WWE Intercontinental Championship-

○ジョン・モリソン(c) vs ドルフ・ジグラー●
- WWEディーヴァズ王座戦 -WWE Divas Championship-

○ミッキー・ジェームス(c) vs アリシア・フォックス●
- WWE統一タッグ王座戦 -Unified WWE Tag Team Championship-

○クリス・ジェリコ&ビッグ・ショー(c) vs バティスタ&レイ・ミステリオ●
- ヘル・イン・ア・セル形式WWE王座戦 -Hell in a Cell Match for the WWE Championship-

●ジョン・シナ(c) vs ランディ・オートン○
- ○ドリュー・マッキンタイア vs Rトゥルース●
- トリプルスレット形式ユナイテッドステイツ王座戦 -Triple Threat Match for the WWE United States Championship-

○コフィ・キングストン(c) vs ジャック・スワガー vs ザ・ミズ●
- タッグ・チーム・ヘル・イン・ア・セル・マッチ -Tag team Hell in a Cell Match-

○D-ジェネレーションX(トリプルH&ショーン・マイケルズ) vs レガシー(コーディ・ローデス&テッド・デビアス)●

### 第2回大会（2010年）WWE Hell in a Cell 2010
- 開催日 : 10月3日
- 開催場所 : テキサス州ダラスのアメリカン・エアラインズ・センター
- 観客動員数 : 17,463人
- 公式大会曲 : Atom Smash - Sacrifice
- ダーク・マッチ -Dark Match-

○コフィ・キングストン,Rトゥルース&ゴールダスト vs ドリュー・マッキンタイア,コーディ・ローデス&ドルフ・ジグラー●
- トリプルスレット・サブミッション・カウント・エニウェア・マッチ形式ユナイテッドステイツ王座戦 -Triple Threat submissions count anywhere match for the WWE United States Championship-

○ダニエル・ブライアン(c) vs ジョン・モリソン vs ザ・ミズ●
- ヘル・イン・ア・セル形式WWE王座戦 -Hell in a Cell Match for the WWE Championship-

○ランディ・オートン(c) vs シェイマス●
- ○エッジ vs ジャック・スワガー●
- ○ウェイド・バレット vs ジョン・シナ●

シナが負けた場合はネクサスに加入となり、バレットが負けた場合はネクサスを解散させなければならない。
- 統一ディーヴァズ王座戦 -Singles match for the WWE Unified Divas Championship-

●ミシェル・マクール(c) (w / レイラ) vs ナタリヤ○
反則負けのため王座移動はなし
- ヘル・イン・ア・セル形式世界ヘビー級王座戦 -Hell in a Cell Match for the World Heavyweight Championship-

○ケイン(c) vs ジ・アンダーテイカー (w / ポール・ベアラー)●

### 第3回大会（2011年）WWE Hell in a Cell 2011
- 開催日 : 10月2日
- 開催場所 : ルイジアナ州ニューオーリンズのニューオーリンズ・アリーナ
- 観客動員数 : 10,051人
- 公式大会曲 : Black Veil Brides - Set the World on Fire
- ダーク・マッチ -Dark Match-

○ダニエル・ブライアン vs JTG●
- ○シェイマス vs クリスチャン●
- ○シン・カラ・アズール vs シン・カラ・ネグロ●
- WWEタッグ王座戦 -WWE Tag Team Championship-

○エア・ブーン(コフィ・キングストン&エヴァン・ボーン)(c) vs ドルフ・ジグラー&ジャック・スワガー(w / ヴィッキー・ゲレロ)●
- ヘル・イン・ア・セル形式世界ヘビー級王座戦 -Hell in a Cell Match for the World Heavyweight Championship-

○マーク・ヘンリー(c) vs ランディ・オートン●
- インターコンチネンタル王座戦 -WWE Intercontinental Championship-

○コーディ・ローデス(c) vs ジョン・モリソン●
- ディーヴァズ王座戦 -WWE Divas Championship-

●ケリー・ケリー(c)(w / イヴ・トーレス) vs ベス・フェニックス(w / ナタリヤ)○
- トリプルスレット・ヘル・イン・ア・セル形式WWE王座戦 -Triple Threat Hell in a Cell Match for the WWE Championship-

ジョン・シナ(c) vs ●CMパンク vs アルベルト・デル・リオ○

### 第4回大会（2012年）WWE Hell in a Cell 2012
- 開催日 : 10月28日
- 開催場所 : ジョージア州アトランタのフィリップス・アリーナ
- 観客動員数 : 10,000人
- 公式大会曲 : Fozzy"feat."M.シャドウズ - "Sandpaper"
ブラック・ベイル・ブライズ - "In the End"
- ○ランディ・オートン vs アルベルト・デル・リオ●
- WWEタッグ王座戦 -WWE Tag Team Championship-

●チーム・ヘル・ノー(ダニエル・ブライアン&ケイン)(c) vs チーム・ローデス・スコラーズ(コーディ・ローデス&ダミアン・サンドウ)○
王者組の反則負けにより王座移動なし
- インターコンチネンタル王座戦 -WWE Intercontinental Championship-

○コフィ・キングストン(c) vs ザ・ミズ●
- ユナイテッドステイツ王座戦 -WWE United States Championship-

○アントニオ・セザーロ(c) vs ジャスティン・ガブリエル
- ○レイ・ミステリオ&シン・カラ vs プライムタイム・プレイヤーズ(タイタス・オニール＆ダレン・ヤング)●
- 世界ヘビー級王座戦 -World Heavyweight Championship-

●シェイマス(c) vs ビッグ・ショー○
- トリプルスレット・ディーヴァズ王座戦 -Triple Threat Match for the WWE Divas Championship-

○イヴ・トーレス(c) vs レイラ　vs ケイトリン●
- ヘル・イン・ア・セル形式WWE王座戦 -Hell in a Cell Match for the WWE Championship-

○CMパンク(c)(w / ポール・ヘイマン) vs ライバック●
レフェリーのブラッド・マドックスが王者側の勝利に加担する

### 第5回大会（2013年）WWE Hell in a Cell 2013
- 開催日 : 10月27日
- 開催場所 : フロリダ州マイアミのアメリカン・エアラインズ・アリーナ
- 観客動員数 : 9,000人
- 公式大会曲 : ストーン・テンプル・パイロッツ with チェスター・ベニントン - Out of Time
- キックオフショー枠

○ダミアン・サンドウ vs コフィ・キングストン●
- トリプルスレット形式WWEタッグ王座戦 -Triple Threat Match for the WWE Tag Team Championship-

○コーディ・ローデス&ゴールダスト(c) vs ウーソズ（ジミー・ウーソ&ジェイ・ウーソ）vs ザ・シールド（セス・ロリンズ&ロマン・レインズ）●
- 男女混合タッグチーム・マッチ -Mixed Tag Team Match-

○ファンダンゴ&サマー・レイ vs　グレート・カリ&ナタリヤ(w/ホーンスワグル)●
- ユナイテッドステイツ王座戦 -WWE United States Championship-

○ビッグ・Ｅ・ラングストン vs ディーン・アンブローズ(c)●
アンブローズのカウントアウト負けにより王座移動はなし
- ハンディキャップ・マッチ形式ヘル・イン・ア・セル戦 -Handicap Hell in a Cell match-

○CMパンク vs ライバック&ポール・ヘイマン●
- ○ロス・マタドールズ（ディエゴ&フェルナンド）(w/エル・トリート) vs ザ・リアル・アメリカンズ（ジャック・スワガー&アントニオ・セザーロ）(w/ゼブ・コルター)●
- 世界ヘビー級王座戦 -World Heavyweight Championship-

○ジョン・シナ vs アルベルト・デル・リオ(c)●
- ディーヴァズ王座戦 -WWE Divas Championship-

○AJ・リー(c)（w/タミーナ・スヌーカ）　vs ブリー・ベラ(w/ニッキー・ベラ)●
- ヘル・イン・ア・セル形式WWE王座戦 -Hell in a Cell Match for the WWE Championship-

スペシャル・レフェリー：ショーン・マイケルズ
○ランディ・オートン vs ダニエル・ブライアン●
※オートンが新しいWWE王者になる

### 第6回大会（2014年）WWE Hell in a Cell 2014
- 開催日 : 10月26日
- 開催場所 : テキサス州ダラスのアメリカン・エアラインズ・センター
- 観客動員数 : 15,333人
- 公式大会曲 : Theory of a Deadman - "Panic Room"
- プレ・ショー -Pre show-

○マーク・ヘンリー vs ボー・ダラス●
- 3本勝負形式インターコンチネンタル王座戦 -Two Out Of Three Falls Match for the WWE Intercontinental championship-

○ドルフ・ジグラー(c) vs セザーロ●
1本目 ○ドルフ・ジグラー vs セザーロ●
2本目 ○ドルフ・ジグラー vs セザーロ●
- ○ニッキー・ベラ vs ブリー・ベラ●

敗者は1ヶ月間、勝者のアシスタントになる。従わなければクビ。
- WWEタッグ王座戦 -WWE Tag Team Championship-

○ゴールダスト&スターダスト(c) vs ウーソズ（ジミー・ウーソ＆ジェイ・ウーソ）●
- ヘル・イン・ア・セル形式WWE世界ヘビー級王座第一挑戦者決定戦 -Ladder Match for the #1 contender for the WWE World Heavyweight Championship-

○ジョン・シナ vs ランディ・オートン●
- ユナイテッドステイツ王座戦 -WWE United States Championship-

○シェイマス(c) vs ザ・ミズ(w / ダミアン・ミズドウ)●
- ○ルセフ(w / ラナ) vs ビッグ・ショー●
- ディーヴァズ王座戦 -WWE Divas championship-

○AJ・リー(c) vs ペイジ(w / アリシア・フォックス)●
- ヘル・イン・ア・セル -Hell in a Cell Match-

○セス・ロリンズ(w / ジェイミー・ノーブル&ジョーイ・マーキュリー) vs ディーン・アンブローズ●

### 第7回大会（2015年）WWE Hell in a Cell 2015
- 開催日 : 10月25日
- 開催場所 : カリフォルニア州ロスアンゼルスのステイプルズ・センター
- 観客動員数 : 14,184人
- 公式大会曲 : シャインダウン - "Cut the Cord"
- キックオフショー -Pre-show-

○ドルフ・ジグラー & セザーロ & ネヴィル vs  シェイマス & キング・バレット & ルセフ●
- ユナイテッドステイツ王座戦 -WWE United States Championship-

●ジョン・シナ(c) vs アルベルト・デル・リオ(w/ゼブ・コルター)○
- ヘル・イン・ア・セル -Hell in a Cell Match-

○ロマン・レインズ vs ブレイ・ワイアット●
- WWEタッグ王座戦 -WWE Tag Team Championship-

○ニュー・デイ(ビッグ・E & コフィ・キングストン(c) vs ダッドリー・ボーイズ(ババレイ・ダッドリー & ディーボン・ダッドリー)●
- ディーヴァズ王座戦 -WWE Divas Championship-

○シャーロット(c) vs ニッキー・ベラ●
- WWE世界ヘビー級王座戦 -WWE World Heavyweight Championship-

○セス・ロリンズ(c) vs ケイン●
- インターコンチネンタル王者戦 -WWE Intercontinental Championship-

○ケビン・オーエンズ(c) vs ライバック●
- ヘル・イン・ア・セル -Hell in a Cell Match-

○ブロック・レスナー(w/ポール・ヘイマン) vs ジ・アンダーテイカー●

### 第8回大会（2016年）WWE RAW's Hell in a Cell 2016
- 開催日 : 10月30日
- 開催場所 : マサチューセッツ州ボストンのTDガーデン
- 観客動員数 : 16,119人
- 公式大会曲 : エアボーン - "Breakin' Outta Hell"
- キックオフ・ショー/6人タッグマッチ -Kickoff Show/Six-man tag team match-

○セドリック・アレキサンダー&リンセ・ドラド&シン・カラ vs トニー・ニース&ドリュー・グラック&アリーヤ・デバリ●
- ヘル・イン・ア・セル形式ユナイテッドステイツ王座戦 -Hell in a Cell match for the WWE United States Championship-

○ロマン・レインズ(c) vs ルセフ(w/ラナ)●
- ○ベイリー vs デイナ・ブルック●
- ○ビッグ・キャス&エンツォ・アモーレ vs ルーク・ギャローズ&カール・アンダーソン●
- ヘル・イン・ア・セル形式WWEユニバーサル王座戦 -Hell in a Cell match for the WWE Universal Championship-

○ケビン・オーエンズ(w/クリス・ジェリコ)(c) vs セス・ロリンズ●
- WWEクルーザー級王座戦 -WWE Cruiserweight Championship-

●TJパーキンス(c) vs ブライアン・ケンドリック○
- WWEロウタッグチーム王座戦 -Tag team match for the WWE Raw Tag Team Championship-

●ニュー・デイ(ビッグ・E&エグゼビア・ウッズ(w / コフィ・キングストン))(c) vs セザーロ&シェイマス○
反則規定により王座移動は無し
- ヘル・イン・ア・セル形式WWEロウ女子王座戦 -Hell in a Cell match for the WWE Raw Women's Championship-

●サーシャ・バンクス(c) vs シャーロット・フレアー○

### 第9回大会（2017年）WWE SmackDown LIVE's Hell in a Cell 2017
- 開催日 : 10月8日
- 開催場所 : ミシガン州デトロイトのリトル・シーザーズ・アリーナ
- 観客動員数 : 16,206人
- 公式大会曲 : エアボーン - "Breakin' Outta Hell"
- キックオフ・ショー -Kickoff Show-

○シェルトン・ベンジャミン&チャド・ゲイブル vs ハイプ・ブロス（ザック・ライダー&モジョ・ローリー）●
- ヘル・イン・ア・セル形式WWEスマックダウン タッグ王座戦 -Hell in a Cell match for the WWE SmackDown Tag Team Championship-

●ニュー・デイ (エグザビアー・ウッズ&ビッグ・E)(w / コフィ・キングストン)(c) vs ウーソズ(ジミー・ウーソ&ジェイ・ウーソ)○
- ○ランディ・オートン vs ルセフ●
- トリプルスレット形式WWEユナイテッドステイツ王座戦 -Triple Threat Match for the WWE United States Championship-

AJスタイルズ(c) vs バロン・コービン○ vs タイ・デリンジャー●
※タイ・デリンジャーは、番組開始時にGMであるダニエル・ブライアンに直訴し参戦が決定、急遽三つ巴戦に変更された。
- WWEスマックダウン女子王座戦 -WWE SmackDown Women's Championship-

●ナタリヤ(c) vs シャーロット・フレアー○
※反則裁定につき王座移動は無し。
- WWE王座戦 -WWE Championship-

○ジンダー・マハル (w / シン・ブラザーズ (サミル・シン&スニル・シン))(c) vs 中邑真輔●
- ○ボビー・ルード vs ドルフ・ジグラー●
- フォールズカウントエニウェア形式ヘル・イン・ア・セル戦 -Falls Count Anywhere Hell in a Cell Match-

○ケビン・オーエンズ vs シェイン・マクマホン●

### 第10回大会（2018年）WWE Hell in a Cell 2018
- 開催日 : 9月16日
- 開催場所 : AT&Tセンター (テキサス州サンアントニオ)
- 観客動員数 : 15,216人[1]
- 公式大会曲 : ザ・スコア - "Glory"[2]

| No.                                                                             | 結果 | 試合形式 | 時間  |
| ------------------------------------------------------------------------------- | --- | --- | ----- |
| 1P                                                                              | ◯ニュー・デイ (ビッグE & コフィ・キングストン) (with エクザビア・ウッズ) (c) vs. ルセフ・デイ (ルセフ & エイデン・イングリッシュ) (with ラナ)● | WWEスマックダウンタッグ王座戦 | 8:55  |
| 2                                                                               | ◯ランディ・オートン vs. ジェフ・ハーディー● | ヘル・イン・ア・セル戦 | 24:50 |
| 3                                                                               | ●シャーロット・フレアー (c) vs. ベッキー・リンチ◯                                                                                              | WWEスマックダウン女子王座戦 | 13:50 |
| 4                                                                               | ◯ドルフ・ジグラー & ドリュー・マッキンタイア (c) vs. ディーン・アンブローズ & セス・ロリンズ●                                                  | WWEロウタッグ王座戦 | 24:52 |
| 5                                                                               | ◯AJ スタイルズ (c) vs. サモア・ジョー● | WWE王座戦 | 19:00 |
| 6                                                                               | ◯ザ・ミズ & マリース vs. ダニエル・ブライアン & ブリー・ベラ●                                                                                  | 男女混合タッグマッチ | 13:00 |
| 7                                                                               | ◯ロンダ・ラウジー (with ナタリヤ) (c) vs. アレクサ・ブリス (with アリシア・フォックス & ミッキー・ジェームス)●                                 | WWEロウ女子王座戦 | 12:02 |
| 8                                                                               | ローマン・レインズ (c) vs. ブラウン・ストローマン - 両者KOにより無効試合 (ローマン・レインズが王座防衛)                                        | ヘル・イン・ア・セル形式WWEユニバーサル王座戦 - スペシャルゲストレフェリー: ミック・フォーリー - ブラウン・ストローマンがマネー・イン・ザ・バンクの権利を行使 | 24:10 |
| - (c) – 試合開始時点でのチャンピオンを指す - P – プレショーで行われた試合を指す | | |       |

### 第11回大会（2019年）WWE Hell in a Cell 2019
| No.                                                                             | 結果 | 試合形式                                      | 時間  |
| ------------------------------------------------------------------------------- | --- | --------------------------------------------- | ----- |
| 1P                                                                              | ○ナタリヤ vs. レイシー・エヴァンス● | シングル戦                                    | 9:25  |
| 2                                                                               | ○ベッキー・リンチ (c) vs. サーシャ・バンクス● | ヘル・イン・ア・セル形式WWEロウ女子王座戦     | 21:50 |
| 3                                                                               | ○ダニエル・ブライアン & ローマン・レインズ vs. エリック・ローワン & ルーク・ハーパー●                                                                | トルネード・タッグチーム戦                    | 16:45 |
| 4                                                                               | ○ランディ・オートン vs. アリ● | シングル戦                                    | 12:10 |
| 5                                                                               | ●アレクサ・ブリス & ニッキー・クロス (c) vs. ザ・カブキ・ウォーリアーズ (アスカ & カイリ・セイン)○                                                   | WWE女子タッグ王座戦                           | 10:25 |
| 6                                                                               | ○ザ・ヴァイキング・レイダーズ (アイヴァー & エリク) & ブラウン・ストローマン vs. ザ・O.C. (AJスタイルズ, ルーク・ギャローズ & カール・アンダーソン)● | 6人タッグチーム戦                             | 16:45 |
| 7                                                                               | ○チャド・ゲイブル vs. キング・コービン● | シングル戦                                    | 12:40 |
| 8                                                                               | ●ベイリー (c) vs. シャーロット・フレアー○ | WWEスマックダウン女子王座戦                   | 10:15 |
| 9                                                                               | セス・ロリンズ (c) vs. ザ・フィーンド"・ブレイ・ワイアット 無効試合 (セス・ロリンズが王座防衛)                                                       | ヘル・イン・ア・セル形式WWEユニバーサル王座戦 | 17:30 |
| - (c) – 試合開始時点でのチャンピオンを指す - P – プレショーで行われた試合を指す | |                                               |       |

### 第12回大会 (2020年) WWE Hell in a Cell 2020
| No.                                                                             | 結果                                                                           | 試合形式                                                        | 時間  |
| ------------------------------------------------------------------------------- | ------------------------------------------------------------------------------ | --------------------------------------------------------------- | ----- |
| 1P                                                                              | ○R-トゥルース (c) vs. ドリュー・グラック●                                      | WWE 24/7王座戦                                                  | 5:25  |
| 2                                                                               | ○ローマン・レインズ (c) (with ポール・ヘイマン) vs. ジェイ・ウーソ●            | ヘル・イン・ア・セル・“アイ・クイット”形式WWEユニバーサル王座戦 | 29:20 |
| 3                                                                               | ○アライアス vs. ジェフ・ハーディー● 反則裁定による決着 (アライアスの反則勝ち)  | シングル戦                                                      | 7:50  |
| 4                                                                               | ●オーティス (権利保持者) (with タッカー) vs. ザ・ミズ○ (with ジョン・モリソン) | マネー・イン・ザ・バンク権利争奪戦                              | 7:25  |
| 5                                                                               | ●ベイリー (c) vs. サーシャ・バンクス○                                          | ヘル・イン・ア・セル形式WWEスマックダウン女子王座戦             | 26:35 |
| 6                                                                               | ○ボビー・ラシュリー (c) vs. スラップジャック●                                  | WWE US王座戦                                                    | 3:50  |
| 7                                                                               | ●ドリュー・マッキンタイア (c) vs. ランディ・オートン○                          | ヘル・イン・ア・セル形式WWE王座戦                               | 30:35 |
| - (c) – 試合開始時点でのチャンピオンを指す - P – プレショーで行われた試合を指す |                                                                                |                                                                 |       |

### 第13回大会 (2021年) WWE Hell in a Cell 2021
| No.                                                                             | 結果                                                                                                  | 試合形式                                                                                           | 時間  |
| ------------------------------------------------------------------------------- | --- | -------------------------------------------------------------------------------------------------- | ----- |
| 1P                                                                              | ○ナタリヤ (with タミーナ) vs. マンディー・ローズ● (with デイナ・ブルック)                             | シングル戦                                                                                         | 9:45  |
| 2                                                                               | ○ビアンカ・ブレア (c) vs. ベイリー●                                                                   | ヘル・イン・ア・セル形式WWEスマックダウン女子王者戦                                                | 19:45 |
| 3                                                                               | ○セス・ロリンズ vs. セザーロ●                                                                         | シングル戦                                                                                         | 16:15 |
| 4                                                                               | ○アレクサ・ブリス vs. シェイナ・ベイズラー● (with ナイア・ジャックス & レジナルド)                    | シングル戦                                                                                         | 7:00  |
| 5                                                                               | ○ケヴィン・オーウェンズ vs. サミ・ゼイン●                                                             | シングル戦                                                                                         | 12:40 |
| 6                                                                               | ●リア・リプリー (c) vs. シャーロット・フレアー○ 反則裁定による決着 (フレアーの反則勝ち、王座移動なし) | WWEロウ女子王座戦                                                                                  | 14:10 |
| 7                                                                               | ○ボビー・ラシュリー (c) (with MVP) vs. ドリュー・マッキンタイア●                                      | ヘル・イン・ア・セル形式WWE王座戦 マッキンタイア敗北: ラシュリーが王者でいる限り同王座への挑戦不可 | 25:45 |
| - (c) – 試合開始時点でのチャンピオンを指す - P – プレショーで行われた試合を指す | | |       |

### 第14回大会 (2022年) WWE Hell in a Cell 2022
| No.                                        | 結果 | 試合形式                              | 時間  |
| ------------------------------------------ | --- | ------------------------------------- | ----- |
| 1                                          | ○ビアンカ・ベレア (c) vs. アスカ● vs. ベッキー・リンチ                                                                           | トリプルスレッド形式WWEロウ女子王座戦 | 18:56 |
| 2                                          | ○ボビー・ラシュリー vs. オモス & MVP●                                                                                            | ハンディーキャップ戦                  | 8:25  |
| 3                                          | ○ケヴィン・オーウェンズ vs. エゼキエル●                                                                                          | シングル戦                            | 9:20  |
| 4                                          | ○ザ・ジャッジメント・デイ (エッジ, ダミアン・プリースト & リア・リプリー) vs. AJ・スタイルズ, フィン・ベイラー & リヴ・モーガン● | 男女混合6人タッグチーム戦             | 16:03 |
| 5                                          | ○マッドキャップ・モス vs. ハッピー・コービン●                                                                                    | ノー・ホールズ・バード戦              | 12:05 |
| 6                                          | ○セオリー (c) vs. ムスタファ・アリ●                                                                                              | WWE US王座戦                          | 10:25 |
| 7                                          | ○コーディ・ローデス vs. セス・"フリーキン"・ロリンズ●                                                                            | ヘル・イン・ア・セル戦                | 24:21 |
| - (c) – 試合開始時点でのチャンピオンを指す | |                                       |       |